# Бардак, Вера Васильевна
Ве́ра Васи́льевна Барда́к (26 октября 1992, Староминская) — российская гребчиха-каноистка, выступает за сборную России с 2011 года. Обладательница бронзовой медали чемпионата Европы, многократная призёрка этапов Кубка мира, национальных и молодёжных регат. На соревнованиях представляет Краснодарский край.

## Биография
Вера Бардак родилась 26 октября 1992 года в станице Староминская, Краснодарский край. Училась в средней общеобразовательной школе № 4. Активно заниматься греблей начала в раннем детстве, проходила подготовку в староминском отделении гребли и в краснодарском краевом центре спортивной подготовки, тренировалась у таких специалистов как В. С. Тетерев и А. С. Калинов. 
На взрослом международном уровне впервые заявила о себе в сезоне 2011 года, когда попала в основной состав российской национальной сборной и благодаря череде удачных выступлений удостоилась права защищать честь страны на чемпионате Европы в сербском Белграде. Вместе с напарницей Анастасией Ганиной выиграла бронзовую медаль в зачёте двухместных каноэ на дистанции 500 метров, уступив лишь экипажам из Венгрии и Белоруссии.
В 2012 году Бардак осталась в главной сборной России и продолжила принимать участие в крупнейших международных регатах. Так, на этапах Кубка мира в польской Познани и немецком Дуйсбурге она сумела выиграть серебряную и бронзовую награды соответственно, в двойке с Екатериной Полькиной на полукилометровой дистанции. Кроме того, стала бронзовой призёркой молодёжного чемпионата Европы в Португалии. Сезон 2013 года из-за проблем со здоровьем провела не очень удачно, на Кубке России добыла бронзу в неолимпийской дисциплине, тогда как на всероссийском первенстве в Краснодаре была лишь девятой.
Является студенткой Кубанского государственного университета физической культуры, спорта и туризма.